# Pronoctua dubitata
Pronoctua dubitata là một loài bướm đêm trong họ Noctuidae.